# Gulkronad glasögonfågel
Gulkronad glasögonfågel (Sterrhoptilus dennistouni) är en fågel i familjen glasögonfåglar inom ordningen tättingar. Den förekommer enbart i bergstrakter på filippinska ön Luzon. Arten minskar i antal, så pass att den listas som nära hotad av IUCN.

## Utseende
Gulkronad glasögonfågel är en 13–14 cm lång tätting med en antydan till tofs på huvudet. Ovansidan är olivgrå, undersidan ljust gulbeige. På hjässan och strupen är den kraftigt gulfärgad, med kontrasterande svart näbb. Könen är lika och ungfåglarna liknar sina föräldrar.

## Utbredning och systematik
Fågeln förekommer enbart i Sierra Madre-bergen på norra Luzon i norra Filippinerna. Den behandlas som monotypisk, det vill säga att den inte delas in i några underarter.

### Släktes- och familjetillhörighet
Liksom flera andra glasögonfåglar i Filippinerna behandlades den tidigare som en medlem av familjen timalior (Timaliidae), då i släktet Stachyris. Genetiska studier visar dock att de är en del av glasögonfåglarna.

## Levnadssätt
Fågeln hittas i både ursprunglig och av människan påverkad skog, i skogsbryn och bambustånd, från havsnivån upp till 1150 meters höjd. Den födosöker vanligen cirka fem meter ovan mark i par eller smågrupper, ofta tillsammans med andra fågelarter. Födan består förmodligen av ryggradslösa djur.

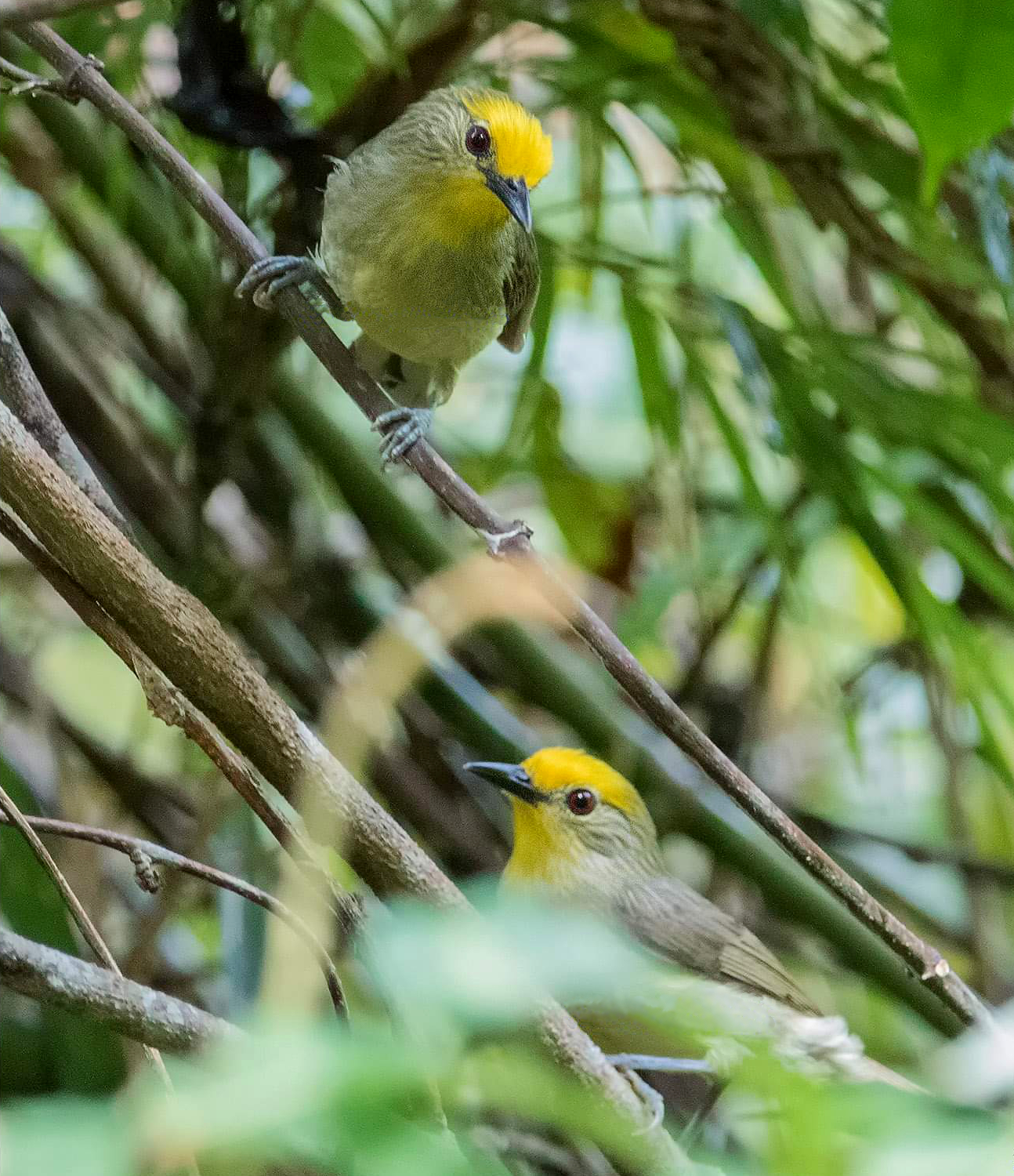

### Häckning
Häckningssäsongen sträcker sig troligen mellan april och juli. Ett upphittat bo bestod av en skål vävd av mossa upphängd mellan grenar i en buske. Däri låg två ungar.

## Status
Gulkronad glasögonfågel minskar sannolikt relativt kraftigt i antal i många omnråden till följd av habitatförlust. Den är dock fortfarande förhållandevis vanlig i rätt miljö och verkar tåla viss nivå av påverkan från människan. Internationella naturvårdsunionen IUCN kategoriserar arten som nära hotad.

## Namn
Fågelns vetenskapliga artnamn hedrar John Dennistoun, brittisk naturforskare och samlare av specimen i Filippinerna 1894.